# Kurt Deklerck

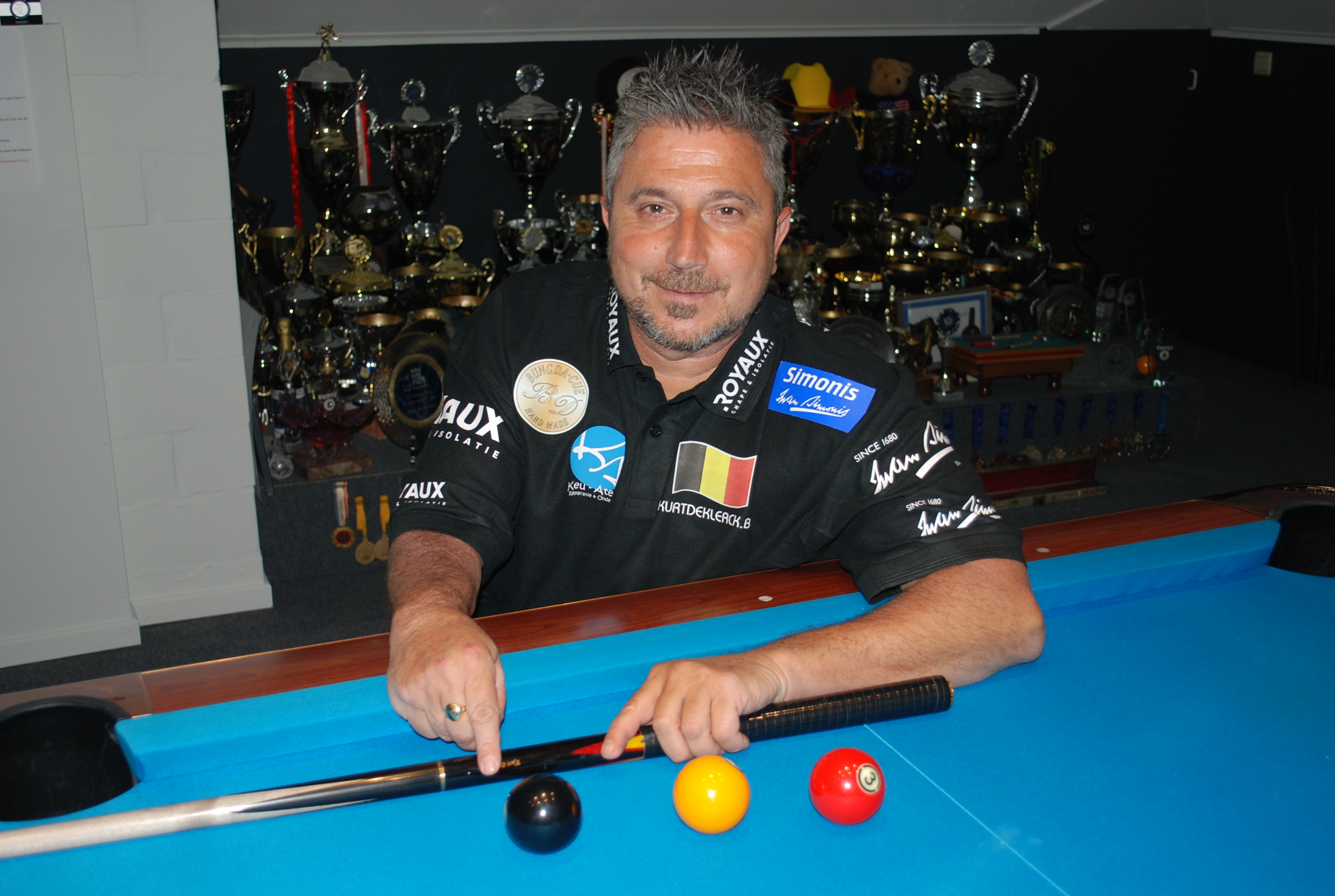
Kurt Deklerck

Kurt Deklerck (Brugge, 6 april 1966) is een Belgisch rolstoelbiljarter, die gespecialiseerd is in snooker en pool. Hij behaalde verschillende wereld-, Europese en Belgische titels.

## Biografie
Deklerck belandde op zijn zeventiende in een rolstoel na een ongeval met zijn motorfiets. In 1987 begon hij met snooker. Twee jaar later was hij al wereldkampioen rolstoelsnooker. Hij behaalde vier wereld- en vier Europese titels. 
In 1994 begon Deklerck ook met pool. Hij werd in 1999 in Poznan de eerste Europese kampioen poolbiljart 9-ball voor rolstoelsporters. In 2004 werd hij in Taiwan wereldkampioen 8-Ball. Als eerste rolstoelatleet nam hij in 2013 deel aan de Europese kampioenschappen pool voor validen in Sarajevo. Hij wist daarbij ook als eerste een wedstrijd te winnen. In 2013 werd hij voor het eerst Europees kampioen 10-Ball.
In 2018 werd Deklerck op de Europese kampioenschappen poolbiljart in Veldhoven betrapt op het manipuleren van de cueball. Hij werd gediskwalificeerd en zijn lidmaatschap bij de Belgische federatie Pool-Billiard-Belgium werd opgezegd. Na een beslissing van de European Pocket Billiard Federation werd deze schorsing eind 2018 ongedaan gemaakt. Zo kon hij begin 2019 deelnemen aan de Europese kampioenschappen in Treviso.
In het rolstoelsnooker behaalde hij in 2024 zijn 28e Belgische titel.

## Palmares

### Snooker
- 1989:  Wereldkampioenschap[10]
- 1990:  Wereldkampioenschap (Klasse 1)[11][12]
- 1990:  Wereldkampioenschap (Open Klasse)[11][12]
- 1991:  Europees kampioenschap
- 1993:  Europees kampioenschap
- 1994:  Wereldkampioenschap
- 1995:  Europees kampioenschap
- 2023: 2 Wereldkampioenschap

### Pool

#### 8-Ball
- 2000:  Europese kampioenschappen in Bregenz
- 2001:  Europese kampioenschappen in Karlsbad
- 2003:  Europese kampioenschappen in Bialystok[13][14]
- 2004:  Europese kampioenschappen in Praag
- 2004:  Wereldkampioenschappen in Taipei[4]
- 2009:  World Classic in Galveston[15]
- 2010:  Europese kampioenschappen in Zagreb[16]
- 2011:  Europese kampioenschappen in Brandenburg[17]
- 2014:  Europese kampioenschappen in Kyrenia[18]
- 2015:  Europese kampioenschappen in Vale de Lobo[19]
- 2017:  Europese kampioenschappen in Albufeira
- 2022: 3   Europese kampioenschappen in Slovenië

#### 9-Ball
- 1999:  Europese kampioenschappen in Poznan[3]
- 2000:  Europese kampioenschappen in Bregenz
- 2001:  Europese kampioenschappen in Karlsbad
- 2003:  Europese kampioenschappen in Bialystok[13]
- 2004:  Europese kampioenschappen in Praag
- 2005:  Europese kampioenschappen in Veldhoven[20]
- 2005:  US open in Tampa[21]
- 2006:  US open in Minneapolis[22]
- 2007:  Wereldkampioenschappen in Tampa[23]
- 2009:  Wereldkampioenschappen in Louisville[24]
- 2011:  Wereldkampioenschappen[25]
- 2013:  Wereldkampioenschappen in Johannesburg[26]
- 2015:  Europese kampioenschappen in Vale de Lobo[27]
- 2016:  Europese kampioenschappen in Sankt Johann im Pongau[28]
- 2017:  Europese kampioenschappen in Albufeira
- 2017:  Wereldkampioenschappen in Tampere[29]
- 2022:  Europese kampioenschappen in Lasko

#### 10-Ball
- 2013:  Europese kampioenschappen in Portorož[6]
- 2015:  Europese kampioenschappen in Vale de Lobo[30]
- 2016:  Europese kampioenschappen in Sankt Johann im Pongau[28]
- 2017:  Europese kampioenschappen in Albufeira[31]